# Język koba
Język koba – język austronezyjski używany w prowincji Moluki w Indonezji, przez mieszkańców wysp Aru. Według danych z 2011 roku posługuje się nim 870 osób. Jego użytkownicy zamieszkują trzy wsie na wyspach Baun i Fukarel.
Bywa opisywany jako dialekt języka dobel. Hughes twierdzi, że koba jest słownikowo bliski pozostałym dialektom dobel i w większości wzajemnie z nimi zrozumiały. Z danych publikacji Ethnologue (SIL International) wynika, że społeczność rozumie dobel jedynie w ograniczonym zakresie. 
Ethnologue wyróżnia odrębny dialekt południowo-wschodni.